# Eurostar (Satellitenbus)
Eurostar ist der Name einer Familie von Satellitenbussen von Airbus Defence and Space (vormals Astrium). Er wird bei Kommunikationssatelliten in geosynchronen Umlaufbahnen eingesetzt. Bis Juni 2019 wurden 84 Satelliten basierend auf diesem Bus bestellt.
Satelliten der Eurostar-Serie wurden für eine Vielzahl von Telekommunikationsanwendungen entwickelt, zum Beispiel für Mobilfunkdienste, Breitband-Internet und Fernsehen.

## Entwicklung
Eurostar wurde beginnend in den 1980ern gemeinsam durch Matra Marconi Space and British Aerospace entwickelt. Ziel war es, einen Satellitenbus für Satelliten mit einer Gesamtmasse von 1,8 bis 2,5 t für die Trägerrakete Ariane 4 und das Space Shuttle mit PAM-D2-Oberstufe zu entwickeln. Die elektrische Leistung betrug 1300 bis 2600 W. Es war der erste Satellitenbus, der auf einem modularen Konzept für die digitale Steuerung beruht. Basierend darauf sind alle satellitenspezifischen Parameter in der Software verankert, was eine Anpassung an verschiedene Missionsprofile ohne Hardwareänderung erlaubt. Die ursprüngliche Struktur und Konfiguration wurde im Lauf der Jahre verbessert, was eine Vervierfachung der Nutzlastkapazität und -leistung von 1987 bis 1992 ermöglichte. Dabei war der Aufwand der Requalifikation gering. Der grundsätzliche Aufbau der Eurostar-Satelliten hat sich in den mittlerweile entstandenen Generationen Eurostar E1000, E2000, E2000+, E3000 und Eurostar-Neo nicht grundlegend geändert. Die Startmasse wurde dabei auf bis zu 6300 kg gesteigert.